# Josef Wunderlich
Josef Wunderlich (6. října 1728 Karlovy Vary – 1. března 1793 České Budějovice) byl měšťan, puškař, jehlář a zejména vynálezce řádkového secího stroje, který působil v druhé polovině 18. století v Českých Budějovicích.

## Život
Josef Wunderlich pocházel z Karlových Varů. V době vojenské služby pobýval v Českých Budějovicích, kde sloužil jako puškař u dělostřeleckého pluku. Navštěvoval zde dělostřeleckou školu v Krajinské ulici. Po ukončení služby v armádě zůstal v Českých Budějovicích, oženil se zde, stal se měšťanem, pokračoval v jehlářském řemesle svého tchána.

## Řádkový secí stroj
V letech 1774–1778 podstatným způsobem vylepšil secí stroj na obilí. Jednalo se o čtrnáctiřádkový secí stroj s válečkovým výsevným ústrojím a společným zásobníkem na osivo. Výsledkem byla úspora osiva a zrychlení setí. Secí stroj byl tažený zvířecím potahem. Zprvu byl secí stroj dvoukolový, později čtyřkolový s řiditelnou přední nápravou.
Pokusy se řádkovým secím strojem dělal Josef Wunderlich pod patronací Vlastenecko-hospodářské společnosti. Na jaře roku 1779 s úspěchem představil stroj v činnosti zemědělské komisi Českého zemského gubernia. Po úspěšných zkouškách obdržel 22. ledna 1780 od císaře Josefa II. odměnu ve výši 400 zlatých. Zároveň získal od císaře přislib penze v případě, že používání secího stroje se mezi zemědělci významně rozšíří. Přesto, že Wunderlich secí stroj zásadním způsobem zdokonalil, nedošlo zpočátku k jeho většímu rozšíření. Důvodem bylo, že ze dřeva vyrobené stroje vykazovaly vysokou poruchovost a tehdejší technologie ještě nedovolovala vyrobit stroje ze železa.
Wunderlichův secí stroj byl ve své době převratnou novinkou. Na obdobném principu pracují všechny dnes vyráběné secí stroje, byť jsou výrazně zdokonalené.